# Mal Viver
Mal Viver (englischer Festivaltitel Bad Living) ist ein portugiesisch-französischer Spielfilm unter der Regie von João Canijo aus dem Jahr 2023. Das Drama porträtiert ein Wochenende lang die weiblichen Mitglieder einer Hotelbesitzerfamilie. Parallel stellte der Regisseur mit Viver Mal (Living Bad) einen weiteren Spielfilm fertig, in dem der Fokus auf die Hotelgäste ausgerichtet ist.
Mal Viver feierte am 22. Februar 2023 auf der Berlinale seine Weltpremiere im Wettbewerb um den Goldenen Bären, den Hauptpreis der Berlinale. Dort wurde auch Viver Mal in einer anderen Sektion vorgestellt.

## Handlung
Fünf Frauen aus mehreren Generationen einer Familie haben an der Nordküste Portugals ein Hotel geerbt und kämpfen darum, es am Leben zu erhalten. Ein alter und kaum aufzulösender Konflikt schwelt über das Wochenende, viele Gespräche wurden aufgeschoben, es bleibt noch viel zu sagen. Es geht um Töchter und Mütter, um Liebe, die sich in Bitterkeit verwandelte. Als eine Enkelin unerwartet eintrifft, kommen aufgeschobene Abneigung und verdeckter Hass ans Tageslicht.

## Produktion

### Filmstab
Regie führte João Canijo, von dem auch das Drehbuch stammt. Die Kameraführung lag in den Händen von Leonor Teles und für den Filmschnitt war João Braz verantwortlich.  
In wichtigen Rollen sind unter anderem Anabela Moreira, Rita Blanco, Madalena Almeida, Cleia Almeida und Vera Barreto zu sehen. 

### Produktion und Förderungen
Produziert wurde der Film von Pedro Borges. Produktionsfirma war die portugiesische Midas Filmes, koproduziert hat Les Films de l'Après-Midi, Frankreich.
Förderung kam von der portugiesischen Filmförderanstalt Instituto do Cinema e do Audiovisual I.P. (ICA), der öffentlich-Rechtlichen Rundfunkanstalt Portugals RTP und dem Support Fund for Tourism and Cinema in Zusammenarbeit mit dem Stadtrat von Esposende.

### Dreharbeiten und Veröffentlichung
Gedreht wurde der Film Anfang 2021 über einen Zeitraum von zwölf Wochen im Hotel Parque do Rio in Ofir, während der zweiten Welle der COVID-19-Pandemie in Portugal. Parallel entstand mit Viver Mal (Living Bad) ein zweiter Spielfilm, der drei Gruppen von Gästen in den Fokus rückt, die das von den Frauen geführte Hotel besuchen. Laut einem Produzenten des Films soll es sich vom Ton und Inhalt her um „zwei völlig unterschiedliche Filme“ handeln. „Der eine wird interessanter, wenn man den anderen sieht“, erklärte der Produzent.
Mal Viver war in der Vorauswahl der Portugiesischen Filmakademie für den portugiesischen Vorschlag für die Oscar-Nominierung.
Der Film feierte am 22. Februar 2023 auf der Berlinale seine Weltpremiere im Wettbewerb um den Goldenen Bären, den Hauptpreis der Berlinale. Parallel dazu wurde Viver Mal desselben Regisseurs in den Wettbewerb Encounters eingeladen, ein bislang einmaliges Ereignis in der Geschichte des Festivals.
Portugal Film – Agência Internacional de Cinema Português kümmert sich um den Vertrieb und den internationalen Verkauf beider Filme.
Der Kinostart beider Filme in Portugal erfolgte am 11. Mai 2023.

## Auszeichnungen und Nominierungen
Der Film erhielt eine Einladung in den Wettbewerb um den Goldenen Bären, den Hauptpreis der Berlinale und wurde dort mit dem Preis der Jury ausgezeichnet.